# Trichophthalma primitiva
Trichophthalma primitiva är en tvåvingeart som beskrevs av Walker 1857. Trichophthalma primitiva ingår i släktet Trichophthalma och familjen Nemestrinidae. Inga underarter finns listade i Catalogue of Life.